# Lex Mullink
Lex Mullink, né le 19 décembre 1944 à Almelo, est un rameur néerlandais. Il participe aux Jeux olympiques d'été de 1964 et  remporte la médaille de bronze en participant à l'épreuve du quatre barré avec ses coéquipiers Freek van de Graaff, Jan van de Graaff, Bobbie van de Graaff et Marius Klumperbeek.

## Palmarès

### Jeux olympiques
- Jeux olympiques de 1964 à Tokyo,  Japon
  -  Médaille de bronze (quatre barré).